# قهرمان چاندو
قهرمان چاندو (به انگلیسی: Chandu Champion) یا چاندوی قهرمان، فیلم هندی زندگی‌نامه‌ای درام ورزشی زبان هندی است که در سال ۲۰۲۴ اکران شد، نویسنده و کارگردان آن کبیر خان بود و تهیه‌کنندگی فیلم را ساجد نادیادوالا، تحت نشان نادیادوالا گرندسون انترتینمنت بر عهده داشت. بازیگر اصلی فیلم کارتیک آریان است، که نقش مورلیکانت پتکار اولین مدال آور طلای پارالمپیک هند را در این فیلم بازی می‌کند.
فیلم‌برداری اصلی از ماه ژوئیه ۲۰۲۳ تا ژانویه ۲۰۲۴ صورت گرفت که فیلمبرداری در لندن، وای و جامو و کشمیر انجام گرفت. فیلم قهرمان چاندو در روز ۱۴ ژوئن ۲۰۲۴ اکران شد.

## انتشار
سینما
این فیلم در روز ۱۴ ژوئن ۲۰۲۴ در سینما اکران شد.
رسانه خانگی
این فیلم برای اولین بار از طریق آمازون پرایم ویدئو در روز ۹ اوت ۲۰۲۴ به نمایش در آمد.